# Георги Делийски
Георги Стойков Делийски е български писател и журналист.

## Биография
Роден е на 20 февруари 1931 г. в с. Дерманци, Ловешка област. Завършва ВНВУ „Васил Левски" и Висшата партийна школа при ЦК на БКП. Живее в Плевен и  работи в отдел „Култура" при ОНС; като заместник-главен редактор на в. „Септемврийска победа" и директор на Плевенската филхармония. Бил е дългогодишен секретар и председател на Дружеството на писателите в Плевен.
Носител е на литературните награди на името на Цветан Спасов и Никола Ракитин. Негови творби са преведени в Русия, Румъния, Унгария и Сърбия. Член е на Съюза на българските писатели. Стойков е основател на вестниците „Вит" и „Нефтохимик", на алманах „Мизия", на който е главен редактор. Автор на повече от 20 книги с разкази, повести, публицистика.
Народен представител във VII велико народно събрание.
Умира на 26 април 2018 г.

## Творчество
Автор е на над 15 книги.
сборници с разкази и новели
- „Сурови закони“,
- „Пътуване без фарове“,
- „Белият кръговрат“,
- „От светлина са хората“,
- „Химн за родния край“, 1996 ISBN 954-799-652-5;
- „Гласовете, дето ни викат“, 2001 ISBN 954-445-763-1;

романи
- „Топове на входа“;
- „Южни хълмове“, 1998 ISBN 954-450-086-3;

мемоарни книги
- „Съхранени спомени“, 2005 ISBN 954-775-408-4;
- „Там, дето ечаха суровите битки“;

други
- „Поплачи, ако има защо“ – пиеса;
- „Пъртини“ – художествено-документална повест, 2005 ISBN 954-775-516-1;
- „Изповеди под звездите“ – книга с дневникова проза, 2007 ISBN 978-954-775-791-2;
- „Родов корен“ – стихосбирка, 2007 ISBN 978-954-775-790-5;
- „Хапки от мълчания“ (предг.), 2004 ISBN 954-775-351-7;
- „Сбогуване“, 1996.